# Björn Nordqvist
Björn Nordqvist (Hallsberg, 1942. október 6. –)  svéd válogatott labdarúgó.

## Pályafutása

### A válogatottban
1963 és 1978 között 115 alkalommal szerepelt a svéd válogatottban. Részt vett az 1970-es, az 1974-es és az 1978-as világbajnokságon.

## Sikerei, díjai
Norrköping
- Svéd bajnok (2): 1962, 1963
- Svéd kupa (1): 1969

PSV Eindhoven
- Holland kupa (1): 1974–75
- Holland kupa (1): 1973–74

Egyéni
- Guldbollen (1): 1968